# Hacıqabuls flygplats
Hacıqabuls flygplats, tidigare Kazi-Magomeds flygplats, (ID: AZ-0017) är en flygplats i Azerbajdzjan. Den ligger strax väst om staden Hacıqabul i distriktet Hacıqabul Rayonu, i den östra delen av landet, 90 km väster om huvudstaden Baku. 
Landningsbanan består av grus och går i kompassriktningarna 14/32. Landningsbanan är cirka 2 000 meter lång och 45 meter bred.